# 天竺地区
天竺地区是中华人民共和国北京市顺义区下辖的一个地区办事处，同时保留天竺镇名称，其行政事务机构实行“一套人马，两块牌子”的体制，地区办事处与镇政府合署办公。

## 地理
天竺地区位于顺义区西南部，东邻仁和地区、李桥镇，北接首都国际机场，西与后沙峪地区接壤，南与朝阳区孙河地区、金盏地区以及通州区宋庄镇接界。

## 行政区划
天竺地区下辖2个社区和8个行政村：
希望家园社区、南竺园一区社区、蓝天社区、天竺村、楼台村、岗山村、龙山村、桃山村、杨二营村、二十里堡村和小王辛庄村。